# Station Czarna Białostocka Wąskotorowa
Station Czarna Białostocka Wąskotorowa was een station van de smalspoorlijnen in de Poolse plaats Czarna Białostocka.